# The King of Fighters '96
The King of Fighters '96 è un picchiaduro sviluppato e distribuito dalla SNK per il Neo Geo, sia nella sua forma arcade che console. Terzo titolo della serie The King of Fighters, seguito diretto di The King of Fighters '95.
Come i giochi precedenti fu convertito per il Neo Geo, Neo Geo CD, PlayStation, PlayStation 2, PlayStation Portable, Nintendo Wii, Virtual Console e Sega Saturn, con relativo pacco di un megabyte aggiuntivo per la suddetta console. A differenza dei predecessori la versione per Saturn, fu commercializzata esclusivamente per il Giappone, con la possibilità di impostare anche l'Inglese come lingua di gioco.
Ci fu anche una conversione portatile per il Nintendo Game Boy come il precedente titolo, il gioco è stato pubblicato e sviluppato da Takara. Il gioco fu commercializzato unicamente per il mercato giapponese ed europeo con i nominativi Nettou The King of Fighters '96 e The King of Fighters: Heat of Battle. In questa versione sono disponibili soltanto 17 personaggi dei 29 originali.

## Trama
Goenitz: No, I am being called... TO HEAVEN.»
(Finale Hero Team)
Kyo: No... It's just begun!»
(Finale Hero Team)
"Il Re Dei Duellanti" è un torneo annuale che, sin dalle sue origini nel 1994, richiama da tutto il mondo numerosi lottatori, intenti a sfidarsi in gruppi da 3 uno contro l'altro e, per essere ammessi ufficialmente, bisogna possedere la lettera inviata dallo sponsor del torneo.
In The King of Fighters '94 e The King of Fighters '95, lo sponsor di entrambi i tornei fu Rugal Bernstein, criminale di notevole fama e allo stesso tempo combattente eccezionale, proclamatore dei tornei per puro senso di sfida.
Kyo Kusanagi, Benimaru Nikaido e Goro Daimon, appartenenti all'Hero Team proveniente dal Giappone, in entrambi i tornei sono riusciti a sconfiggere Rugal, grazie anche all'ausilio di altri team arrivati proprio al culmine della loro sconfitta.
Rugal, ufficialmente morto, non è l'iniziatore di questo terzo torneo. La lettera, oltre a preannunciare dove si sarebbero combattuti gli incontri, informa anche che il torneo, data la sua ormai diffusa fama, verrà disputato a livello mondiale davanti ad un gruppo di appassionati.
Molte aziende e corporazioni hanno reso il "King of Fighters" un evento più commerciale, nella speranza di arricchirsi ancora di più.
L'"Hero Team" riesce ancora una volta a classificarsi primo, venendo a scoprire, nella finale, che lo sponsor altri non è che Chizuru Kagura, proclamatrice del torneo perché desiderosa di incontrare Kyo e Iori Yagami, suo acerrimo rivale.
Dopo aver combattuto contro Kyo e compagni, Chizuru gli rivela che una forza dalla potenza immane, conosciuta come Orochi, è in agguato.
La battaglia contro il presunto Orochi inizia prima del previsto, quando un uomo tenebroso di nome Goenitz appare dal nulla, sfidando a duello sia Kyo che Chizuru, intimando loro che è inutile opporsi al poco distante risveglio dell'Orochi.
Kyo viene sconfitto e i suoi due compagni, Benimaru e Goro, sorpresi di ciò, vengono a sapere da Kyo che il suo stile di combattimento è troppo prevedibile, ed ha quindi bisogno di rinnovamento (motivo in più per cui la "carica fiammante" è stata sostituita con la combinazione d'attacchi "pugni infuocati").
Per evitare problemi ai compagni, Kyo chiede loro di rimanere in disparte. Durante il duello, Kyo si ritrova ancora una volta in difficoltà ma, ad un certo punto, Iori Yagami, suo rivale, appare sul ring e decide di dargli aiuto, spinto da un motivo a lui inconsapevole.
Grazie alla collaborazione tra i due rivali, Goenitz ne esce sconfitto, riuscendo dunque a salvare i fans li accorsi per vedere lo spettacolo e tutto il mondo. La loro gioia è comunque destinata a svanire all'istante, data la profezia di Goenitz che, in un anno, Orochi sarebbe rigiunto sulla terra, portando distruzione e morte ovunque.
Detto ciò, Goenitz si trasforma in un tornado, scomparendo dinanzi agli occhi di tutti quanti, confermando dunque di essere morto. Per un breve istante, Iori Yagami viene intriso da una furia omicida di natura sconosciuta, che lo forza ad avvinghiarsi su Mature e Vice, sue due compagne di squadra, uccise barbaramente.
Sapendo dell'imminente arrivo dell'Orochi sulla terra, Kyo riprende ad allenarsi assieme ai suoi compagni per cercare, in tutti i modi possibili, di affrontare la minaccia imminente.

## Modalità di gioco
Il titolo porta delle leggere modifiche al gameplay, grazie all'introduzione di nuove tecniche. La tecnica per evitare il colpo (Dodge) viene sostituita dalla evasione d'emergenza (Emergency evasion) o la scivolata (Attack deflector) che permette al giocatore di scappare, sia in avanti che indietro. È inoltre possibile determinare l'altezza del salto. Gli sprite vengono completamente ridisegnati, più grandi, e alcune Special move vengono sostituite/modificate. Per poter utilizzare le Special move è necessario che l'indicatore d'energia sia pieno, per eseguire una mossa ancora più potente, devono venire soddisfatte determinate condizioni. Il giocatore deve avere poca energia vitale, e deve trovarsi l'indicatore d'energia pieno.

## Personaggi
Rispetto ai giochi precedenti si ha l'introduzione di nuovi personaggi fra cui: Mature, Vice, Leona Heidern, Kasumi Todoh, Geese Howard, Wolfgang Krauser e Mr. Big.
- (Hero Team) con Kyo Kusanagi, Benimaru Nikaido e Goro Daimon
- (Fatal Fury Team ) con Terry Bogard, Andy Bogard e Joe Higashi
- (New Art Of Fighting Team) con Ryo Sakazaki, Robert García e Yuri Sakazaki.
- (New Ikary Warriors) con Leona Heidern, Ralf Jones e Clark Steel
- (Psyco Soldiers Team) con Athena Asamiya, Sie Kensou e Chin Gensai
- (Korea Team) con Kim Kaphwan, Choi Bounge e Chang Koehan
- (New Female Team) con Kasumi Todoh, Mai Shiranui e King
- (Yagami Team) con Iori Yagami, Mature e Vice
- (Boss Team) con Geese Howard, Wolfgang Krauser e Mr. Big.

### Boss
- Chizuru Kagura (Sotto-boss; è la sponsor del torneo)
- Leopold Goenitz (Boss Finale)

Nella versione uscita per PlayStation 2 è possibile utilizzare i boss del gioco come personaggi giocabili.

## Versioni
Inizialmente oltre alla versione arcade, vennero realizzate due versioni per la console casalinghe Sony Playstation, Sega Saturn & Neo Geo CD. Una versione special fu sviluppata ed adattata anche per il 
Game Boy, con una grafica eccellente per la piccola console 8-bit della Nintendo.
Quest'ultima versione possiede la stessa giocabilità del gioco precedente, ma più veloce e con quattro personaggi segreti disponibili: Ovvero potremo utilizzare Mr.Karate, proveniente da Art of Fighting, Orochi Leona ed Orochi Iori è per ultima Maki Kagura, la defunta sorella di Chizuru Kagura.
Nel 2006, il gioco rientra come parte della collezione di vari capitoli, distribuita esclusivamente su PlayStation 2, intitolata The King of Fighters Collection: The Orochi Saga.

## Doppiaggio
| Personaggio      | Doppiatore          |
| ---------------- | ------------------- |
| Kyo Kusanagi     | Masahiro Nonaka     |
| Benimaru Nikaido | Monster Maezuka     |
| Goro Daimon      | Masaki Usu          |
| Terry Bogard     | Satoshi Hashimoto   |
| Andy Bogard      | Keiichi Nanba       |
| Joe Higashi      | Nobuyuki Hiyama     |
| Ryo Sakazaki     | Masaki Usui         |
| Bobbito García   | Mantarō Koichi      |
| Yuri Sakazaki    | Kaori Horie         |
| Leona Heidern    | Masae Yumi          |
| Ralf Jones       | Monster Maezuka     |
| Clark Still      | Yoshinori Shima     |
| Athena Asamiya   | Tamao Satou         |
| Sie Kensou       | Eiji Yano           |
| Chin Gentstai    | Toshikazu Nishimura |
| Kim Kaphwan      | Satoshi Hashimoto   |
| Choi Bounge      | Monster Maezuka.    |
| Chang Koehan     | Hiroyuki Arita      |
| Kasumi Todoh     | Masae Yumi          |
| Mai Shiranui     | Akoya Sogi          |
| King             | Harumi Ikoma        |
| Iori Yagami      | Kunihiko Yasui      |
| Mature           | Hiroko Tsuji        |
| Vice             | Masae Yumi          |
| Geese Howard     | Kong Kuwata         |
| Wolfgang Krauser | B.J. Love           |
| Mr. Big          | Masaru Naka         |
| Chizuru Kagura   | Akiko Saito         |
| Leopold Goenitz  | Yoshinori Shima     |

## Colonna sonora
La colonna sonora è stata composta interamente da SNK, è distribuita da Pony Canyon il 21 agosto 1996.
The King of Fighters '96: Original Soundtrack
1. In 1996 - Game intro
2. Roulette - Character select
3. Esaka? - Japan team theme
4. Ora Ora - Victory music
5. Big Shot! - Fatal Fury team theme
6. Rumbling on the City - Ikari team theme
7. Psycho Soldier Remix '96 - Psycho Soldier team theme
8. Seoul Road - Taekwondo team theme
9. Kamikirimushi - Art of Fighting team theme
10. Here Comes Challenger - Player 2 character select
11. Get'n Up - Women's team theme
12. Arashi No Saxophone 2 - Yagami team theme
13. Geese Ni Katakori - Geese Howard theme
14. Dust Man - Mr. Big theme
15. Dies Irai - Wolfgang Krauser theme
16. Storyboard 1
17. Fairy - Chizuru Kagura theme
18. Storyboard 2
19. Trash Head - Leopold Goenitz theme
20. Storyboard 3
21. Den! - Ending 1
22. Den! Den! - Ending 2
23. Den! Den! Den! - Ending 3
24. Self - Credits 1
25. Rising Red - Credits 2
26. Japan Team voices
27. Fatal Fury Team voices
28. Ikari Team voices
29. Psycho Soldier Team voices
30. Taekwondo Team voices
31. Art of Fighting Team voices
32. Women's Team voices
33. Yagami Team voices
34. Geese, Mr. Big and Krauser voices
35. Chizuru Kagura voices
36. Leopold Goenitz voices
37. Announcer voices
38. Sound Effects

Ne è stato prodotto un arrangiamento il 20 settembre 1996.
The King of Fighters '96: Arrange Sound Trax
1. In 1996 - Title
2. Esaka? - Heroes Team Theme
3. Big Shot! - Fatal Fury Team Theme
4. Long-horned Beetle - Art of Fighting Team Theme
5. Rumbling on the City - New Ikari Team Theme
6. Psycho Soldier REMIX'96 - Psycho Soldier Team Theme
7. Seoul Road - Korea Team Theme
8. Get'n Up - New Women Fighters Team Theme
9. Stormy Saxophone 2 - Yagami Team Theme
10. Dust man - Mr.BIG Theme
11. Stiff Shoulders for Geese - Geese Theme
12. Fairy Chizuru - Kagura Theme
13. Trash Head - Goenitz Theme
14. Rising Red - Staff Roll
15. The Setting Sun and the Moon
16. Let's Fall in Love
17. Requiem in D Minor K.626 Dies Irae - Krauser Theme
18. Hey Music Lover Demo Medley

## Drama CD
All'incirca 4 mesi dopo l'uscita del titolo Il 7 novembre 1996, la SNK pubblicò questo drama cd, che si pone come prequel del titolo in questione. Sentiremo avvenimenti come il primo incontro con Goenitz, oppure la nascita della tecnica segreta di Kyo ovvero i "Pugni ardenti di Kusanagi" Utilizzata per la prima volta in questo titolo.
The King of Fighters '96 Drama CD
1. ROUND 1 Kyo Kusanagi - Defeated!
2. ROUND 2 Leona - Reasons to Fight
3. ROUND 3 Athena - Here I Go
4. FINAL ROUND Yagami - Rampage of Cursed Blood
5. ROUND 1 Kyo Kusanagi - Defeated!
6. ROUND 2 The Melancholy of Choi Bounge
7. ROUND 3 The Battle at Bar Illusion
8. FINAL ROUND Coming Out!? Kusanagi's Last Divine Punch

## Edizioni speciali
Nel 1997 in Giappone uscì una versione speciale del gioco denominata The King of Fighters '96 Neo Geo Collection, in esclusiva per il Neo Geo CD. Esso conteneva molti contenuti extra, fra cui: retroscena, profili dei personaggi, voci/suoni , gallerie, move list, booklet ecc. Il gioco uscì il giorno di san Valentino, il 14 febbraio. L'anno dopo il 18 giugno 1998 usci' anche per Windows & Macintosh con il nominativo The King of Fighters '96 Perfect File.
In Giappone il 31 dicembre 1996 per il Sega Saturn, uscì una versione che includeva anche il precedente titolo denominata The King of Fighters '96 + '95, in unica confezione a 9.800¥: poco più di 70€. Due anni dopo venne pubblicata un ulteriore collection per Sega Saturn, chiamata The King of Fighters Best Collection, che includeva anche il 97

## Accoglienza

### Critica
La rivista Play Generation trattò la versione uscita su PlayStation Network, definendolo un gioco di lotta che aveva lasciato il segno e che nonostante gli anni, rimaneva un eccellente titolo da giocare.

### Dati di vendita
Nel suo complesso il gioco ha venduto per le seguenti console Saturn PlayStation Neo Geo Aes la cifra di 350 000 copie nonostante inizialmente fosse unicamente disponibile per il mercato giapponese. Inoltre per l'epoca raggiunse una buona dose di merchandising tra cui drama cd, ost, ast, manga, guide strategiche, conversioni, booklet ecc. Non si conoscono i dati del Neo Geo CD ne della versione Game Boy. Il titolo ha dimostrato di possedere un certo tipo di fandom, nonostante ci trovassimo in piena quinta era. La collection uscita nel 2008, contenente i primi 5 titoli, ha avuto buon riscontro commerciale soprattutto in America e in Europa raggiungendo un totale nel mondo di 750 000 copie vendute.

## Bootleg
Nel 1998 fu sviluppata una copia pirata dalla software house Hummer Team, pubblicata dall'azienda KaSheng per la console NES. In origine dovevano essere 20 personaggi ma 13 di loro risultano essere incompleti, perciò rimangono giocabili soltanto: Leona Heidern, Iori Yagami, Chizuru Kagura, Goenitz, Yuri Sakazaki, Goro Daimon & King. I restanti incompleti sono: Kyo Kusanagi (Kyu), Benimaru Nikaido (Benimary), Terry Bogard, Andy Bogard, Joe Higashi, Ryo Sakazaki, Kim Kaphwan, Ralf Jones, Athena Asamiya, Kasumi Todoh, Mai Shiranui, Geese Howard, & Wolfgang Krauser. Rimangono tuttavia le loro icone nella schermata di gioco